# Teste de Lachman
O teste de Lachman é um exame médico para examinar o ligamento cruzado anterior (LCA) no joelho de pacientes no qual há uma suspeita de ruptura deste ligamento.
O teste de Lachman é reconhecido como o exame clínico mais sensível e confiável para a determinação da integridade do ligamento cruzado anterior, sendo superior ao teste da gaveta anterior, comumente usado no passado.